# Worlds Apart (zespół muzyczny)
Worlds Apart – brytyjski boysband założony w 1992 r. w Londynie przez Garry’ego Wilsona.

## Kariera
Na początku istnienia (1992 r.) zespół tworzyło pięciu wokalistów: Steven Hart (ur. 29 lutego 1972 w Londynie; w styczniu 2010 r. poślubił modelkę i aktorkę Ashley Scott, mają córkę), Schelim Hannan (ur. 16 lipca 1973 w Srihotto, w północno-wschodnim Bangladeszu, stolica prowincji Srihotto), Patrick Osborne (ur. 5 czerwca 1974 w Bath), Aaron Paul (Aaron Alexander James Poole) i Dan Bowyer. Rok potem na skutek konfliktów między członkami, w 1993 r. grupę opuścił Patrick Osborne i rozpoczął karierę modela i aktora. Zastąpił go Aaron "Cal" Cooper (ur. 9 października 1973 w Birmingham). Następnie w 1994 z formacji odeszli Aaron Poole i Dan Bowyer, a dołączył Nathan Moore (Nathan Marcellus Moore, ur. 10 stycznia 1965 w Stamford Hill, w Londynie) z boysbandu Brother Beyond.
W 1994 r. w Wielkiej Brytanii powstał pierwszy album "Together", który przyniósł minimalny rozgłos. Pod koniec 1995 r. grupę tworzyli: Steve Hart, Nathan Moore, "Cal" Cooper i Schelim Hannan. Wydano single: "Everybody", "Baby Come Back" (3. miejsce w Top100 Charts w 1995) i "Je te donne" (3. miejsce w Top100 Charts w 1996), które odniosły ogromny sukces i przyczyniły się w dalszym etapie do sukcesu albumu "Everybody" (m.in. 1. miejsce w Top100 Album Charts 1996 we Francji).
Rok 1996 obfitował w największe osiągnięcia zespołu, grupa wyruszyła w swą największą trasę po wielu krajach i występowała na bieżąco w przeróżnych programach muzycznych i rozrywkowych w TV. Worlds Apart wzięli udział w projekcie "Love Message" (1995), "Hand In Hand For Children" (1996) oraz nagrali "I Was Born to Love You" – cover z repertuaru Freddiego Mercury’ego, który znalazł się na płycie "Queen Dance Traxx" (1996).
W 1997 r. ukazał się album "Don't Change", gdzie oprócz utworów w wersji angielskiej znalazły się utwory francuskie ("Quand je rêve de toi" – 3 miejsce w sprzedaży we Francji), a nawet polskie ("Jesteś moim snem"). Jednak single "Don't Change" i "Back to Where We Started" nie odniosły większego sukcesu, drugi z nich wykorzystano jako motyw muzyczny do filmu Kacper i Wendy. Od grupy odszedł Schelim Hannan, a zastąpił go Tim Fornara (Timothy William Fornara, ur. 2 kwietnia 1977 w Londynie) – członek grupy The One. Została wydana reedycja albumu "Don't Change" – "Don't Change part 2" z małymi urozmaiceniami.
W 2000 r. grupa powraca na z albumem "Here and Now", nagrywany przez dwa lata. Miał być oznaką muzycznej dojrzałości dla zespołu, będąc utrzymanym w klasycznym stylu pop/rock. Dla urozmaicenia singiel "Language Of Love" został wydany w klimacie reggae. Album przeznaczono głównie na rynek francuski, gdzie Worlds Apart odnosili jeszcze jakiekolwiek sukcesy.
W lutym 2006 r. grupa zorganizowała specjalny koncert w Niemczech w Lipsku, gdzie obecni byli: Jerome Favier (producent grupy) i Garry Wilson (kierownik grupy). Po sukcesie tego koncertu Worlds Apart postanowił wrócić na scenę. 29 października 2007 ukazał się album "Platinum". To kompilacja 10. największych hitów oraz 4 nowe utwory. Album sprzedał się bardzo dobrze. Odnosząc sukcesy przy występach w programie "Dance Machine années 90's", gdzie stali się ulubieńcami publiczności w 2011 r. ruszyli w trasę koncertową po Francji, a w 2012 r. po kilku krajach Europy.

## Dyskografia

### Albumy
- 1994: Together
- 1996: Everybody – złota płyta w Polsce[11]
- 1997: Don't Change
- 2000: Here and Now
- 2002: The Brotherhood
- 2007: Platinum

### Single
- 1993: "Heaven Must Be Missing an Angel"
- 1993: "Wonderful World"
- 1993: "Everlasting Love"
- 1994: "Could It Be I'm Falling in Love"
- 1994: "Beggin' to Be Written"
- 1995: "Baby Come Back"
- 1995: "When It's Christmas Time"
- 1996: "Everybody"
- 1996: "Je te donne"
- 1996: "Just Say I Said Hello"
- 1996: "Everlasting Love"
- 1997: "I Was Born to Love You"
- 1997: "You Said"
- 1997: "Rise Like the Sun"
- 1997: "Quand je rêve de toi / I'm Dreaming of You"
- 1997: "She Loves You (Sie Liebt Dich)"
- 1997: "Don't Change"
- 1997: "Je serai là"
- 1997: "Back to Where We Started"
- 1998: "Close Your Eyes"
- 2000: "I Will"
- 2000: "Language of Love"
- 2007: "On écrit sur les murs"